# 加拉巴沙威
加拉巴沙威（简称「沙威」，俗称二十六哩）是位于马来西亚柔佛州古来县北部的一个小镇，古来－亚依淡路行经于此。沙威毗邻万宜花园、沙威工业区及二十五哩油棕园，而镇上主要分为新村区、霸王村区、街上区、新沙威区、伟都花园、等。该镇人口约一万人，并以客家河婆籍贯的华人为主。

## 历史
20世纪初，即约1910年时期，士乃河流域一带，有不少客家人从广东、潮州、揭阳、河婆陆续到来定居并开垦种植，直到第二次世界大战之前，士乃成为柔佛最重要的商业乡镇，也是农业产品的集散地。当时，农民把收成的农作物由陆地，水路用舢板或小型罗里运到士乃码头，然后再转运至新山市和新加坡。这时，加拉巴沙威一带却仍是荒蛮一片，仅有零星的人家散居着。加拉巴沙威后来客家人，尤其是河婆人的聚居地。
第一批从士乃迁入加拉巴沙威的河婆客家人共13户人家，他们大约在1937年左右搬到24碑，即离士乃北上九英里的附近落户。据说，其中一位黄俊南先贤，较后则搬到26碑处，今国油油站对面开辟土地。后来，越来越多的移民陆续迁入该地，在24碑至26碑一带开芭，主要从事种植黄梨和甘蜜等农作物，其中尤以河婆客家人为多。就这样，24碑逐渐形成一个小镇，商业活动活跃。
早在新村建立以前，26碑其实名为“长安村”。“加拉巴沙威”之名则起于1949年紧急法令新村设立之时。
1948年6月，英国殖民地政府为了对付马来亚共产党，宣布全国进入紧急法令戒严状态以切断马共支持者与马共游击队之间的联系。24碑至26碑一带的居民被迫迁入新建的村落内居住。这个新建的村落设有一间警察局，一间华文小学，一小型诊所及民众会堂等。新村周围用有刺的铁丝网围起来，村前，村后各设有一个出口，让村民在宵禁令期间开放的时段出入，夜间巡逻几乎是新村发展的基本模式，村民的活动受到极大的限制。
该新村之所以命名为加拉巴沙威是因为附近有间油棕厂，而油棕在马来语中称为“Kelapa Sawit”音译而来。

## 经济活动
早期，加拉巴沙威以盛产胡椒闻名全国，据了解当时65%的村民以种植胡椒为生。1982年中期，农业销售局宣布征收胡椒出口税后，人们便开始转种其他农作物如可可，油棕和蔬菜。因此，胡椒种植业转盛为衰而没落。
而今，加拉巴沙威的经济活动已不限于农业，它已发展为工商农各行业盛行，新村格局和人情民俗仍保存相当好的小镇。

## 人口
目前，加拉巴沙威人口约两万人，其中华裔占95%并以客家河婆人为主。因此居民不分籍贯，都以河婆话沟通。

### 四大姓氏
张、蔡、刘、黄是加拉巴沙威的四大姓氏。各姓氏后裔因本身的血缘关系而雨后春笋般在本村成立本身的宗亲会。各姓氏团体的成立，主要是为了加强本身宗亲间的联谊，敦睦宗亲关系，为沙威居民谋求福利，发展文化教育，为社会公益作出一定的贡献。

## 教育
加拉巴沙威居民向来非常重视子女的教育，早在紧急法令实施前，加拉巴沙威方圆5英里内便已有了启华、大同、中山、育青、育英、中南、汉侨一校及汉侨二校共8间华文学校的成立。
1949年，由于新村成立，四周居民被集中在加拉巴沙威新村，以上8间学校亦被迫解散，在原大同学校的校地上合并成一间学校，并取名为四维，沿用至今，即现在的四维华小。

## 宗教
宗教行善，助人的教义是居民的精神寄托，洪仙大帝庙是加拉巴沙威最有代表性的一个神庙组织，其设立了四维幼稚园，拥有一栋两层楼共八间课室的教学建筑物及一座礼堂。此外，沙威基督教堂也不遗余力开办了博爱幼稚园为新村的幼儿提供了基本的启蒙教育，是宗教团体为居民所作的贡献。

### 洪仙宫事纪
| 年份   | 事纪                                       | 说明 |
| ------ | ------------------------------------------ | --- |
| 1976年 | 创立四维幼稚园                             | 洪仙大帝庙福首们于1976年为了下一代的学前教育和维护发扬固有的族裔传统文化，在艰辛的经济条件下，创立了四维幼稚园。 |
| 1986年 | 加拉巴沙威洪仙大帝庙信托理事会成立         | 为了使加拉巴沙威洪仙大帝庙的庙务将来更健全的发展及福利事项更顺畅进行，在村民的共同意愿推动及合作下，于1984年成立信托理事会筹委会，并积极进行申请注册。在1986年获当局正式批准为注册的宗教团体。成立了信托理事会后，理事们即展开各惠及村民的福利计划。 |
| 1990年 | 申请义山获批准                             | 加拉巴沙威洪仙大帝庙信托理事会于1987年在沙令新村附近购置了一段七英亩的农业地，继而向当局提出申请转为供作义山用途，并于1990年获当局正式批准，自1993年开始启用。                                                                                       |
| 1992年 | “加拉巴沙威洪仙大帝庙信托理事会书法班”崛起 | 沙威书法班原为附属于古来县象棋公会，但由于象棋公会搬迁至古来镇就结束了书法班，而当时的负责人彭永才，刘道南，黄光套及吴丽英等人决定将书法班继续办下去。于是决定在信托理事会的旗帜下继续承办。                                                         |
| 1993年 | 颁发会员奖学金                             | 信托理事会于1993年开始每年颁发会员子女学业优异奖励金。希望藉此激励学子更加努力向学。 |
| 1998年 | 沙威图书馆成立                             | 沙威图书馆成立于1998年12月1日，为一间民办图书馆，宗旨是提供各阶层人士一学习空间，并提升阅读风气，为社会培育更多有知识，有干劲的下一代并建立一个富有爱心的书香社会。                                                                                  |

## 文艺
沙威文艺活动众多，其中《沙威艺起来》使当地出现了许多壁画，同时也带动了当地的旅游业。

### 沙威艺起来2014
《沙威艺起来》原为筹备国庆日活动，只邀请数名画家在墙壁上作画，当时只画了几幅以菜农主题的壁画。这举动引起了村民对画壁画的兴趣，并在画家郑凯聪的指导下，当地村民自动自发作画，最后创作了30余幅壁画。壁画完成之后，吸引许多游客慕名而来拍照，逛逛新村周围，并品尝当地客家美食。

#### 沙威艺起来2015
加拉巴沙威社團政黨聯合會主辦于2015年8月30及31日举办《2015沙威藝起來》活动，而活动日期正好是马来西亚国庆日。本活动結合藝術、道地美食與文化活动，还加入壁畫創作、改造及再造比賽，以為當地壁畫特色注入全新生命力。而其他活动节目包括美術作品義展、歌舞表演、書藝展覽、書法比賽、專題分享會、創意市集、古早童玩、道地美食攤位、街頭故事演說、街頭彈唱、動漫角色扮演及高樁舞獅表演等。

### 不要钱市集
而当地还曾在2016年新年期间举办《不要钱市集》活动，供公眾隨性前來交换物品，并不限制其交换次数。
其中物物交換的物品多为二手物品，如書本、漫畫、洋娃娃、衣服、鞋子、吊墜、手表、手機、電器與手提電腦等等。

### 舞动沙威闹元宵
加拉巴沙威洪山大帝廟也于2016年元宵節當天在沙威老街舉辦《舞動沙威》元宵特别活動，并設在洪仙大帝廟前的舞台。